# Arroyo del Aiguá
El Arroyo Aiguá es un curso de agua uruguayo ubicado en el este del país, perteneciente a la cuenca hidrográfica de la laguna Merín.
Nace en la sierra de Carapé y su curso marca los límites entre los departamentos de Maldonado y de Lavalleja y más adelante entre éste y Rocha. Luego de recorrer 80 kilómetros desemboca en el río Cebollatí. No es un arroyo navegable.
Sus principales afluentes son el arroyo del Alférez, el arroyo Sarandí Grande y el arroyo Marmarajá, por el cual también desemboca el arroyo de los Arroyos.
- Datos: Q703691